# Comportament agonistic

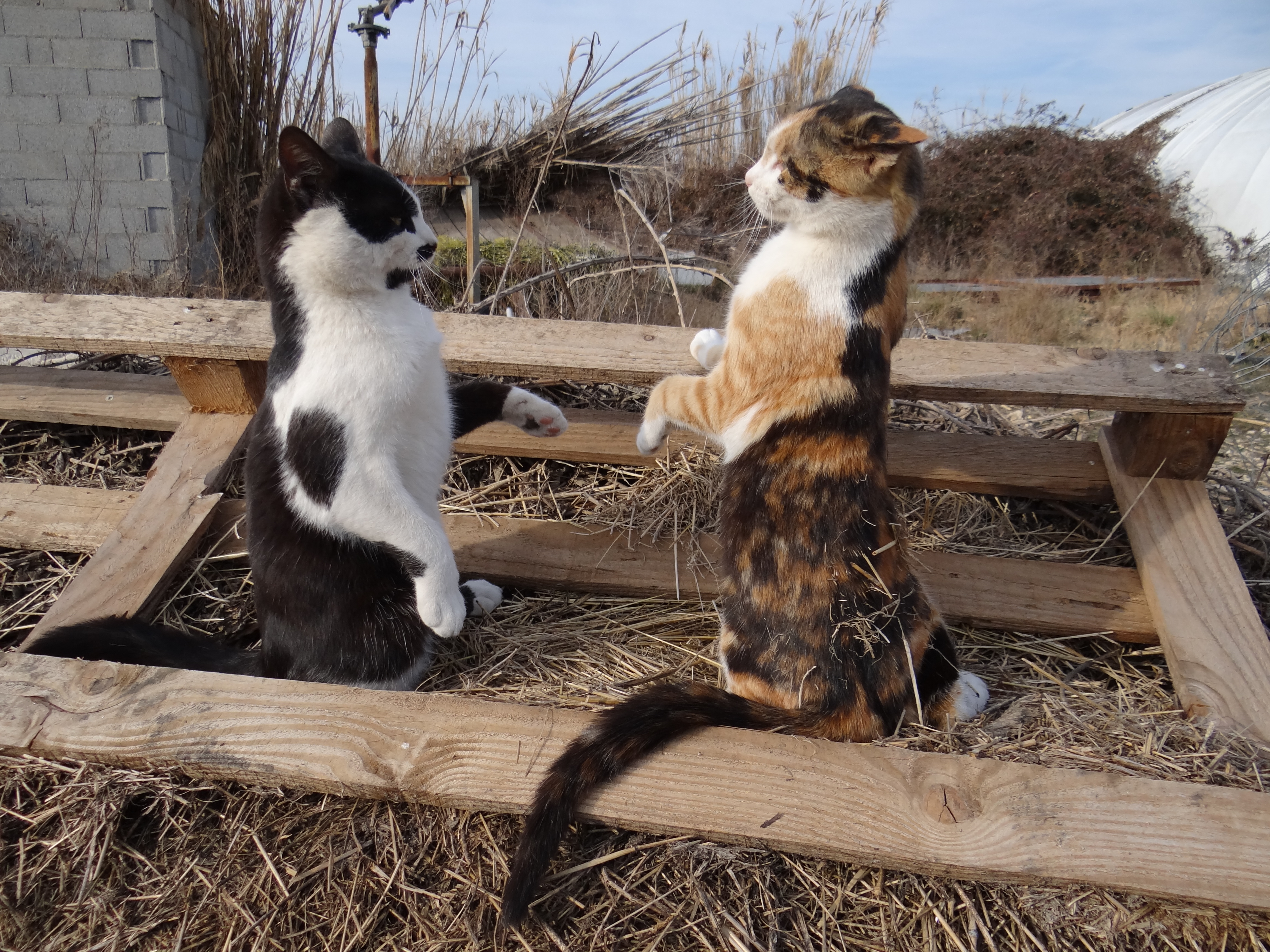
Comportamentul agonistic între două pisici care se ameninţă reciproc.

Comportamentul agonistic (din greacă agōnistikos = luptă) este o manifestare comportamentală care cuprinde ansamblul comportamentelor asociate cu confruntările de rivalitate între indivizi aparținând aceleiași specii de animale. Acesta include agresivitatea (atacul, comportamentul de amenințare și intimidare, lovirea, apărarea, imobilizare, vocalizarea) liniștire și fuga. Adeseori, astfel de manifestări apar în cursul disputelor pentru teritoriu (vezi comportament teritorial). Comportamentul agonistic se manifestă prin acțiuni și reacții specifice pentru accesul preferențial de ocupare a unui loc de hrănire, adăpare, odihnă, sau pentru un partener sexual. Conflictele apar între masculii sau femelele din același grup de animale (intracategorie) sau între adulți și tineret (intercategorie). Cel mai des conflictele apar între indivizii de același sex dar există și agresiune intersexuală (respingerea de către femelă a masculului la unele mamifere carnivore imediat după terminarea estrului sau în perioada care precedă fătarea). 
Funcțiile biologice ale comportamentului agonistic sunt favorabile pentru specia dată și asigură o repartizare optimă a animalelor în cadrul spațiului vital și supraviețuirea indivizilor mai bine adaptați la condițiile de mediu. Când densitatea populațională crește peste o limită optimă, prin comportamentul agonistic se produce o separare a surplusului de animale, acest  surplus va fi nevoit să ocupe alte teritorii, zone în care până la acest moment nu trăia specia respectivă. Comportamentul agonistic poate fi și dezavantajos pentru individ (prin rănirea partenerului de luptă sau omorârea acestuia). Acest dezavantaj pentru individ este diminuat în timp prin atitudini de ritualizare.
Cu toate acestea, înțelegerea acestui concept de comportament agonistic nu este uniformă în literatura de specialitate etologică, unii autori îl utilizează în sensul de comportament agresiv și exclud astfel comportamentul de fugă. Totuși, la fel ca în majoritatea conflictelor între animale elementele de atac și cele de fugă sunt strâns legate și adoptarea unui termen generic care reunește aceste două elemente este esențială. Prin urmare, este necesar să se facă o distincție clară între comportamentul agonistic și comportamentul agresiv.